# Contrada delle Cornacchie
La Contrada delle Cornacchie è stata una contrada di Milano appartenente al sestiere di Porta Ticinese.

## Confini
Il suo limite correva da piazza San Giorgio, dove confinava con la Nobile Contrada di Sant'Ambrogio, per poi proseguire fino all'incrocio tra via Olmetto e via Amedei, dove confinava con la contrada del Fieno, continuando fino a piazza Bertarelli. Il confine proseguiva poi lungo le vie Disciplini, San Vito, il Carrobbio e il primo tratto di via Torino.  

## Luoghi di culto

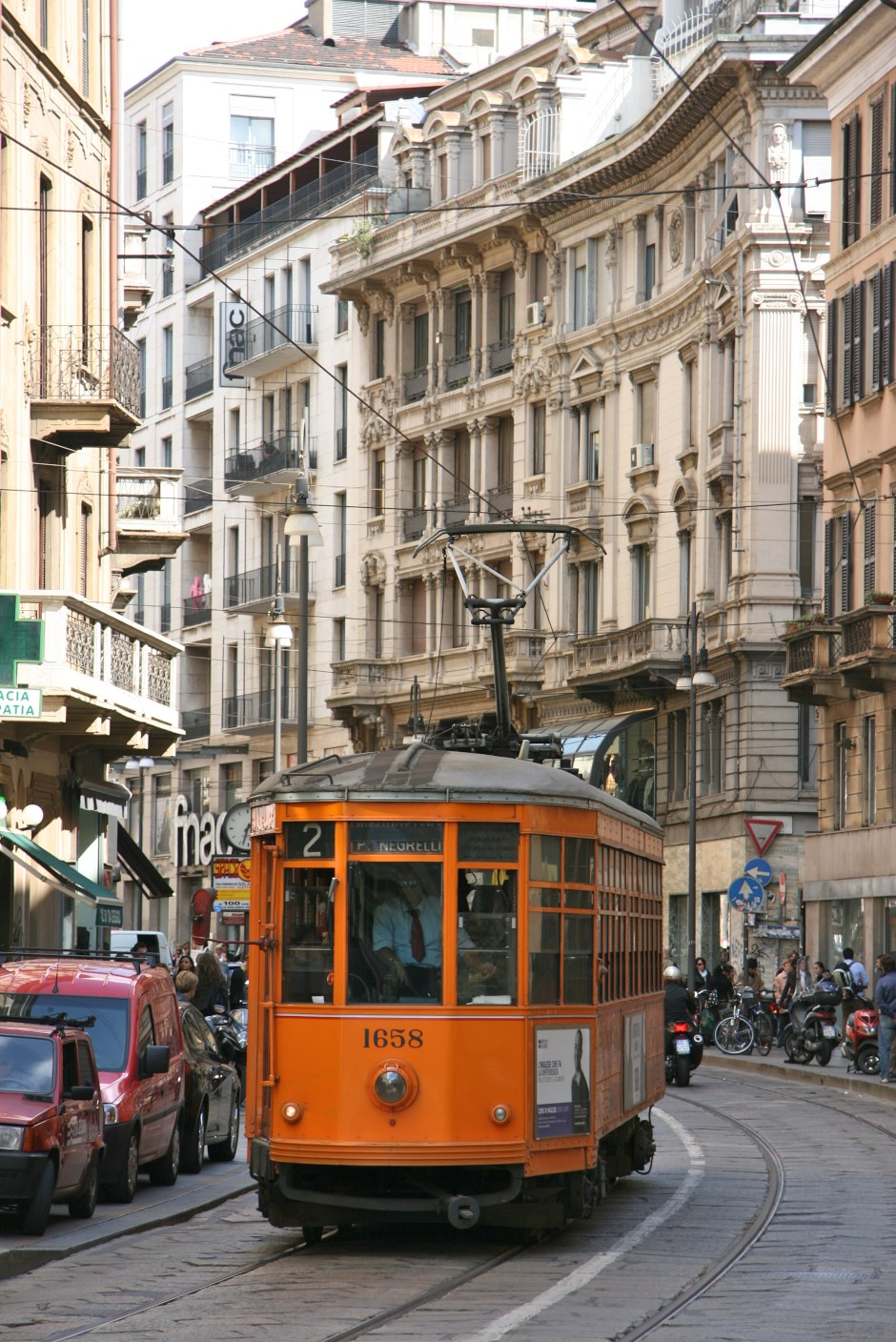
Scorcio di via Torino

Entro i confini della contrada erano situate la chiesa di Santa Maria Valle, che era quella più importante della contrada, la chiesa di San Vittore de Corte Nova, la chiesa di Sant'Alessandro in Palatio e la chiesa di San Pietro in Corte.

## Storia
Il nome della contrada fa riferimento alla "cornacchia grigia" (cornàgg in dialetto milanese). La contrada ospitava una parte del quartiere annonario del sestiere di Porta Ticinese. Degni di nota i toponimi di vicolo del Miglio, della piazzetta dei Resti (che era annessa al vicolo del Miglio) e di via della Valle, che scomparirono con la demolizione dei caseggiati che vi si affiancavano. 
Le prime due vie citate traggono la denominazione dal nome di una famiglia nobiliare milanese: la prima dai Cagamiglio, la seconda dai Resta. I Cagamiglio derivavano il proprio nome dall'insegna miliare (simile, per funzione, alla pietra miliare) collocata su Porta Ticinese romana (ogni porta delle mura romane di Milano ne aveva una) e non, come si potrebbe credere, dalla pianta di miglio. Cambiarono poi nome in "Miglio".  

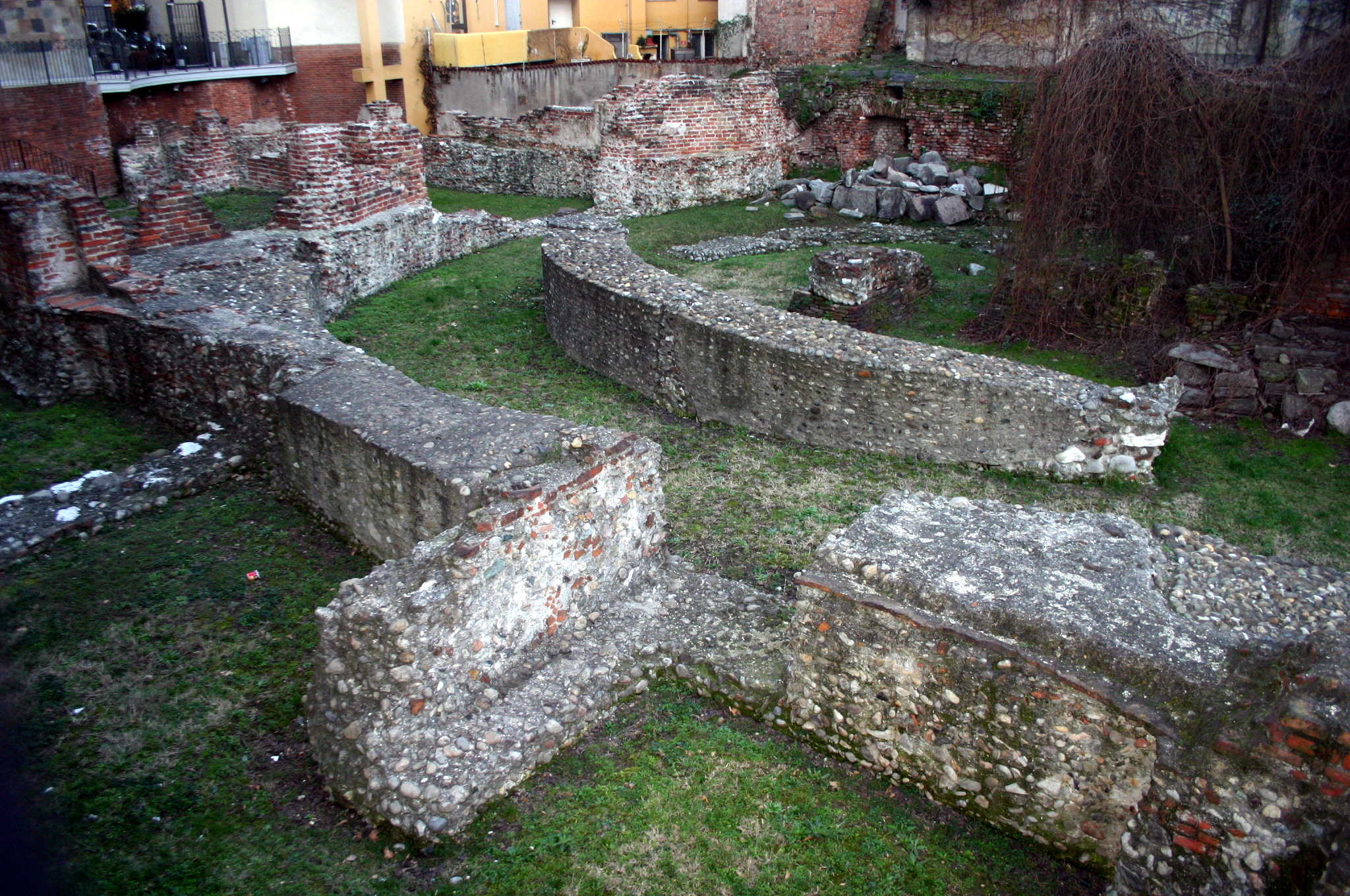
I resti del palazzo imperiale romano di Mediolanum, che fu costruito dall'imperatore Massimiano quando la città divenne capitale dell'Impero romano d'Occidente. Questi resti si trovano in via Brisa

L'ultimo tratto di via Torino era anticamente noto come via San Giorgio al Palazzo: quest'ultima, insieme ad altre tre vie, tra cui via Nerino e vicolo del Miglio, dava origine all'unico "carrobbio" che è giunto sino a noi. In origine il termine "carrobbio", derivato dal latino quadrivium ("incrocio di quattro vie"), indicava, specialmente nell'area lombarda, un generico incrocio delle città romane su cui convergevano più strade a formare uno slargo. A Milano, di carrobbi, ce n'erano diversi, tutti di origine romana: l'unico carobbio giunto sino ai giorni nostri è il Carrobbio di Porta Ticinese, che è formato dalla confluenza delle vie Torino, San Vito, Cesare Correnti e del Torchio. Il reticolato urbanistico di queste vie è di origine romana, visto che non ha subito modifiche nei secoli: gli altri carobbi di Milano sono scomparsi con la trasformazione del centro urbano della città, che è avvenuto con il passare della storia.  
La seconda parte dei nomi della chiesa di Sant'Alessandro in Palatio e della chiesa di San Pietro in Curte, nonché la denominazione di via San Giorgio al Palazzo, confermano la presenza, nella contrada, all'interno del perimetro tracciato da piazza San Giorgio e dalle vie Torino, Piatti, Olmetto e Santa Maria Valle, del palazzo imperiale romano di Milano (e con esso della corte imperiale) e, successivamente, poco distante da quest'ultimo, dello sculdascio longobardo. Il largo formato dall'incrocio tra via Olmetto e via dei Piatti era anticamente conosciuto come Ulmus in Palatio, con un richiamo al palazzo imperiale romano e alla presenza, nei suoi pressi, di un importante e storico giardino di epoca romana.